# Леґензув
Леґензув (пол. Legęzów) — село в Польщі, у гміні Закшев Радомського повіту Мазовецького воєводства.
Населення — 129 осіб (2011).
У 1975-1998 роках село належало до Радомського воєводства.

## Демографія
Демографічна структура станом на 31 березня 2011 року:
|          | Загалом | Допрацездатний вік | Працездатний вік | Постпрацездатний вік |
| -------- | ------- | ------------------ | ---------------- | -------------------- |
| Чоловіки | 62      | 14                 | 40               | 8                    |
| Жінки    | 67      | 15                 | 41               | 11                   |
| Разом    | 129     | 29                 | 81               | 19                   |